# Allie Resnick
Allie Resnick (1º settembre 2001) è una sciatrice alpina statunitense.

## Biografia
Originaria di Vail e attiva dall'agosto del 2017, la Resnick ha esordito in Nor-Am Cup il 18 novembre dello stesso anno a Loveland in slalom speciale (31ª) e in Coppa del Mondo il 27 novembre 2020 a Lech/Zürs in slalom parallelo, senza completare la prova; il 22 novembre 2021 ha conquistato il primo podio in Nor-Am Cup, a Copper Mountain in slalom speciale (3ª), e il 2 dicembre 2022 la prima vittoria, nella medesime località e specialità. Non ha preso parte a rassegne olimpiche o iridate.

## Palmarès

### Nor-Am Cup
- Miglior piazzamento in classifica generale: 3ª nel 2022
- Vincitrice della classifica di slalom gigante nel 2022
- Vincitrice della classifica di slalom speciale nel 2023
- 13 podi:
  - 1 vittoria
  - 7 secondi posti
  - 5 terzi posti

#### Nor-Am Cup - vittorie
| Data            | Località        | Paese       | Specialità |
| --------------- | --------------- | ----------- | ---------- |
| 2 dicembre 2022 | Copper Mountain | Stati Uniti | SL         |

Legenda:

SL = slalom speciale

### Australia New Zealand Cup
- Miglior piazzamento in classifica generale: 19ª nel 2023
- 1 podio:
  - 1 terzo posto

### Campionati statunitensi
- 2 medaglie:
  - 2 bronzi (slalom gigante nel 2018; slalom gigante nel 2020)